# Realitales
Realitales är ett studioalbum av den svenska artisten Meja, som gavs ut den 2 mars 2001 av Sony Music Entertainment.

## Låtlista
| Nr           | Titel                  | Längd   |
| ------------ | ---------------------- | ------- |
| 1.           | Hippies In the 60's    | 4:03    |
| 2.           | Present Delay          | 4:20    |
| 3.           | Spirits                | 4:09    |
| 4.           | Land of Makebelieve    | 4:06    |
| 5.           | Ready                  | 3:41    |
| 6.           | Babysteps              | 4:10    |
| 7.           | Under the Sun          | 4:11    |
| 8.           | Scum Like Me           | 3:54    |
| 9.           | Runnin' Hiding         | 4:28    |
| 10.          | If (You Weren't There) | 4:52    |
| 11.          | Awakening              | 3:54    |
| 12.          | Atlantis Outro         | 10:02   |
| 13.          | Blame It On Camelot    | 4:46    |
| Total längd: | Total längd:           | 1:00:36 |

### Fotnoter
1. ↑  ”Realitales av Meja”. Apple. https://itunes.apple.com/se/album/realitales/id268441522. Läst 18 oktober 2017.